# The Monster (Adventureland)
The Monster in Adventureland (Altoona, Iowa, USA) ist eine Stahlachterbahn vom Modell Infinity Coaster des Herstellers Gerstlauer Amusement Rides, die am 4. Juni 2016 eröffnet wurde. Sie wurde an der Stelle errichtet, an der zuvor die Wildwasserbahn stand.
Die 762 m lange Strecke erreicht eine Höhe von 40,5 m und besitzt eine erste Abfahrt von 101°. Außerdem verfügt die Strecke über fünf Inversionen: einen Dive-Loop, einen Finnish Loop, einen weiteren Dive-Loop, einen Immelmann und einen Korkenzieher. Sie ist nach Junker im PowerLand (ebenfalls ein Infinity Coaster) die zweite Achterbahn weltweit, auf der ein Finnish Loop verbaut wurde.
Das Beleuchtungssystem wurde von KCL Engineering erstellt.

## Züge
The Monster besitzt drei Züge mit jeweils zwei Wagen. In jedem Wagen können vier Personen (eine Reihe) Platz nehmen.